# Benny Borg
Artie Benny Borg (* 13. November 1945 in Göteborg) ist ein schwedischer Sänger. Er lebt seit 1969 in Norwegen.

## Leben und Wirken
Borg war in den 1960er Jahren mit der Beatband Streaplers europaweit unterwegs und sang auch deutschsprachigen Schlager ein. Mit dem Titel Erinnerst du dich an den Frühling gewann er 1968 beim Internationalen Schlagerfestival der Ostseeländer. 1972 gewann er zusammen mit Grethe Kausland den Melodi Grand Prix und durfte daher beim Eurovision Song Contest teilnehmen. Mit dem Schlager Småting erreichte das Duo Platz 14. Ab dieser Zeit erschienen Alben von ihm, einige auch zusammen mit seiner damaligen Ehefrau Kirsti Sparboe. Ab 1974 hatte er auch Auftritte mit der Musik-Comedygruppe Dizzie Tunes. Borg ist auch bekannt für seine Elvis-Imitationen oder seine Johnny-Cash-Darbietungen.

## Diskografie

### Alben
| Jahr | Titel                    | Höchstplatzierung, Gesamtwochen, AuszeichnungChartsChartplatzierungen (Jahr, Titel, Platzierungen, Wochen, Auszeichnungen, Anmerkungen) | Anmerkungen                                   |
| Jahr | Titel                    | NO | Anmerkungen                                   |
| ---- | ------------------------ | --- | --------------------------------------------- |
| 1968 | Svensktoppar             | NO2 (22 Wo.)NO | mit Kirsti Sparboe, Kjell Grunnteig & Nilsmen |
| 1979 | The Nashville Collection | NO40 (1 Wo.)NO |                                               |

Weitere Alben
- Benny Borgs beste (1973)
- Kirsti & Benny (1973) mit Kirsti Sparboe
- Barnvisor för vuxna (1973) mit Kirsti Sparboe
- Mine låter på min måte (1974)
- På verdens tak (1974)
- Mina låter på mitt sätt (1975)
- Sammen med Kirsti & Benny (1976) mit Kirsti Sparboe
- Kirsti & Benny (1976) mit Kirsti Sparboe
- Benny Borgs beste (1977)
- Tur – retur (1978)
- Benny Borg synger Elvis (1980)
- I dag (1992)

### Singles
| Jahr | Titel Album               | Höchstplatzierung, Gesamtwochen, AuszeichnungChartsChartplatzierungen (Jahr, Titel, Album, Platzierungen, Wochen, Auszeichnungen, Anmerkungen) | Anmerkungen |
| Jahr | Titel Album               | NO | Anmerkungen |
| ---- | ------------------------- | --- | ----------- |
| 1972 | Balladen om Morgan Kane – | NO2 (19 Wo.)NO |             |
| 1973 | Legenden om Metzgar –     | NO5 (7 Wo.)NO |             |